# 長崎スマートカード

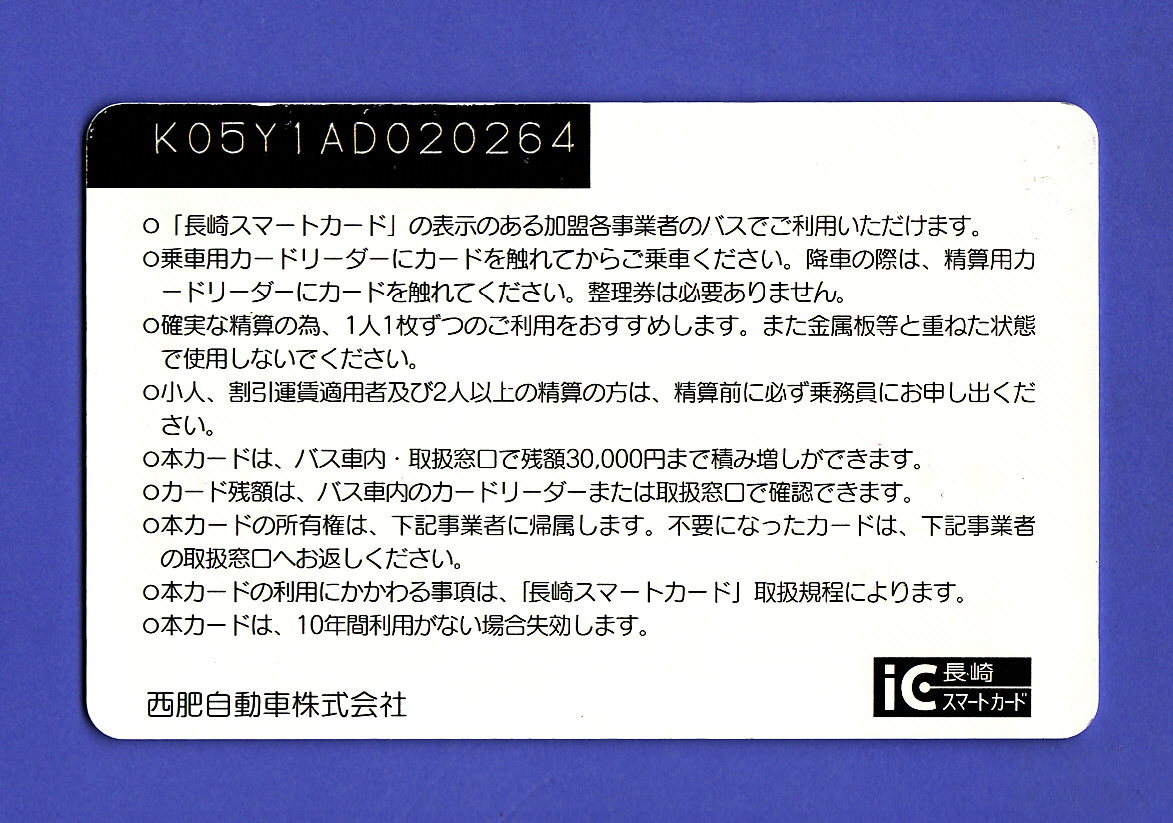
カード裏面（西肥自動車）

長崎スマートカード（ながさきスマートカード）は、長崎県内を拠点とするバス・路面電車・鉄道事業者で2002年から2020年まで導入されていた相互利用が可能なICカード乗車券。県内10社局で利用できた。日本初のFeliCaを搭載した共通ICバスカードである。
2002年1月21日より利用開始。2005年3月までに順次、各事業者の全車両に搭載された。
また2005年12月にはモバイル長崎スマートカードのサービスを開始した。複数のバス事業者に乗車できるおサイフケータイ対応のバス共通カードとしては日本初となる。

## 概要

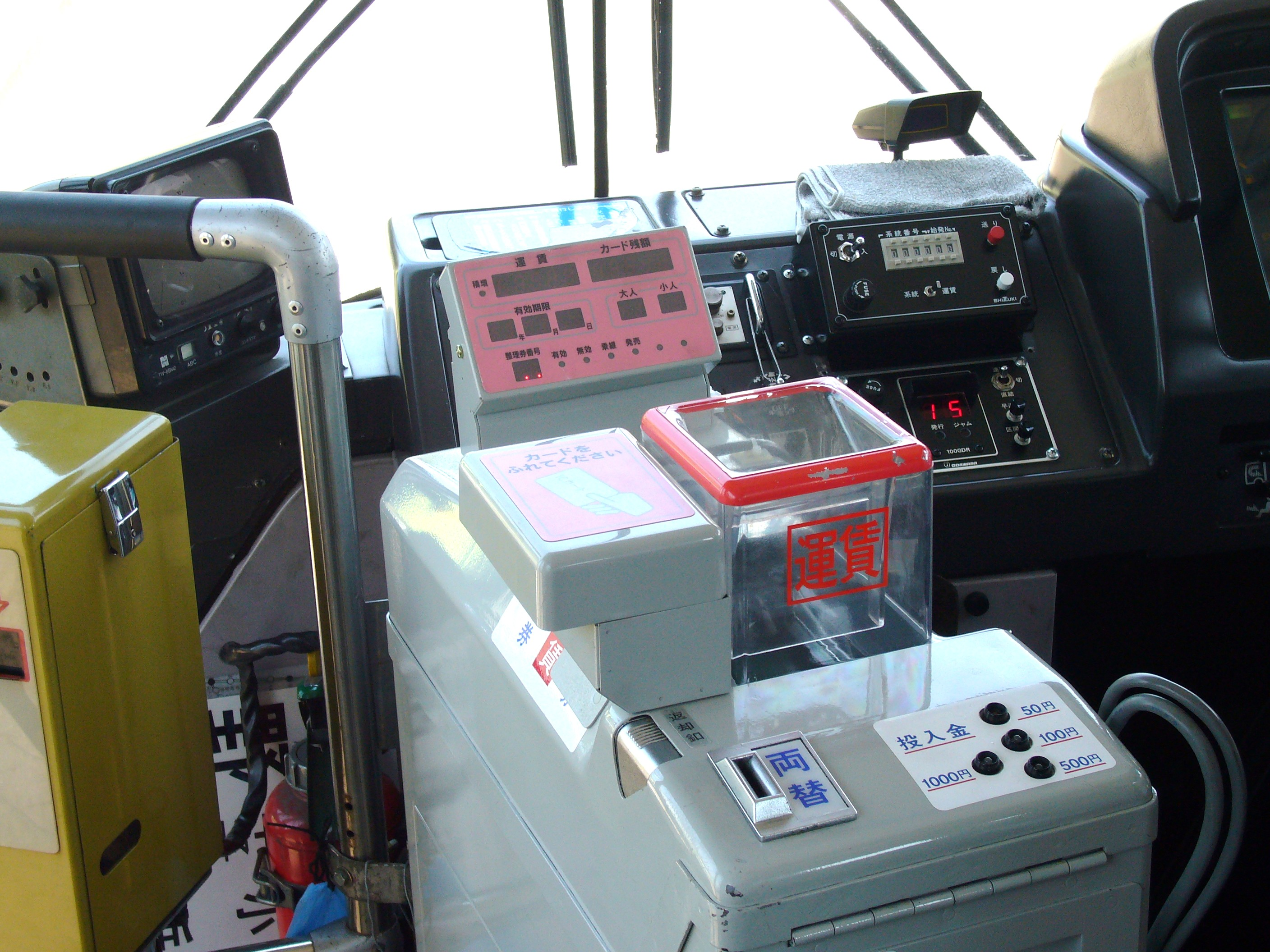
カードリーダー（島原鉄道）

長崎県は離島も含めてバス事業者数が多く、また地形的に平野部が少なく急坂や狭隘路が多いため、路線バスの利用率が高い地域である。路線バスの利便性を高めるため、県内本土の5事業者で紙式の回数券を共通化し、長崎県内バス5社局共通回数券（長崎自動車、長崎県交通局、旧・佐世保市交通局、西肥自動車、島原鉄道）を導入した。これを電子移行する形で導入したのが長崎スマートカードである。
導入にあたり、先行事例として山梨交通のバスICカードが参考とされた。また国土交通省、長崎県バス協会・九州バス協会・日本バス協会から補助金を受けている。
導入事業者は、長崎自動車、長崎県交通局、佐世保市交通局、西肥自動車、島原鉄道、さいかい交通、長崎電気軌道、松浦鉄道、長崎県央バス、させぼバスの、バス・路面電車・鉄道10社局である。佐世保市交通局が2018年度末をもって廃止されたことにより9社局となった。
1,000円単位で積み増し（チャージ）した金額が使えるプリペイド（前払い）方式。残額積み増しは車内または最寄りの窓口で行う。カードリーダーは小田原機器製。
一部のバス事業者の反対によりデポジットは設定されなかった。特典としては、乗継割引（5%）、積み増し加算（10%）、利用金額に応じたポイント付与（1%）を設けていた。小児・障害者向けに半額割引カードも存在した。
電子マネー機能はない。発行枚数は2005年12月時点で約32万枚となった。

## 導入事業者・利用可能エリア

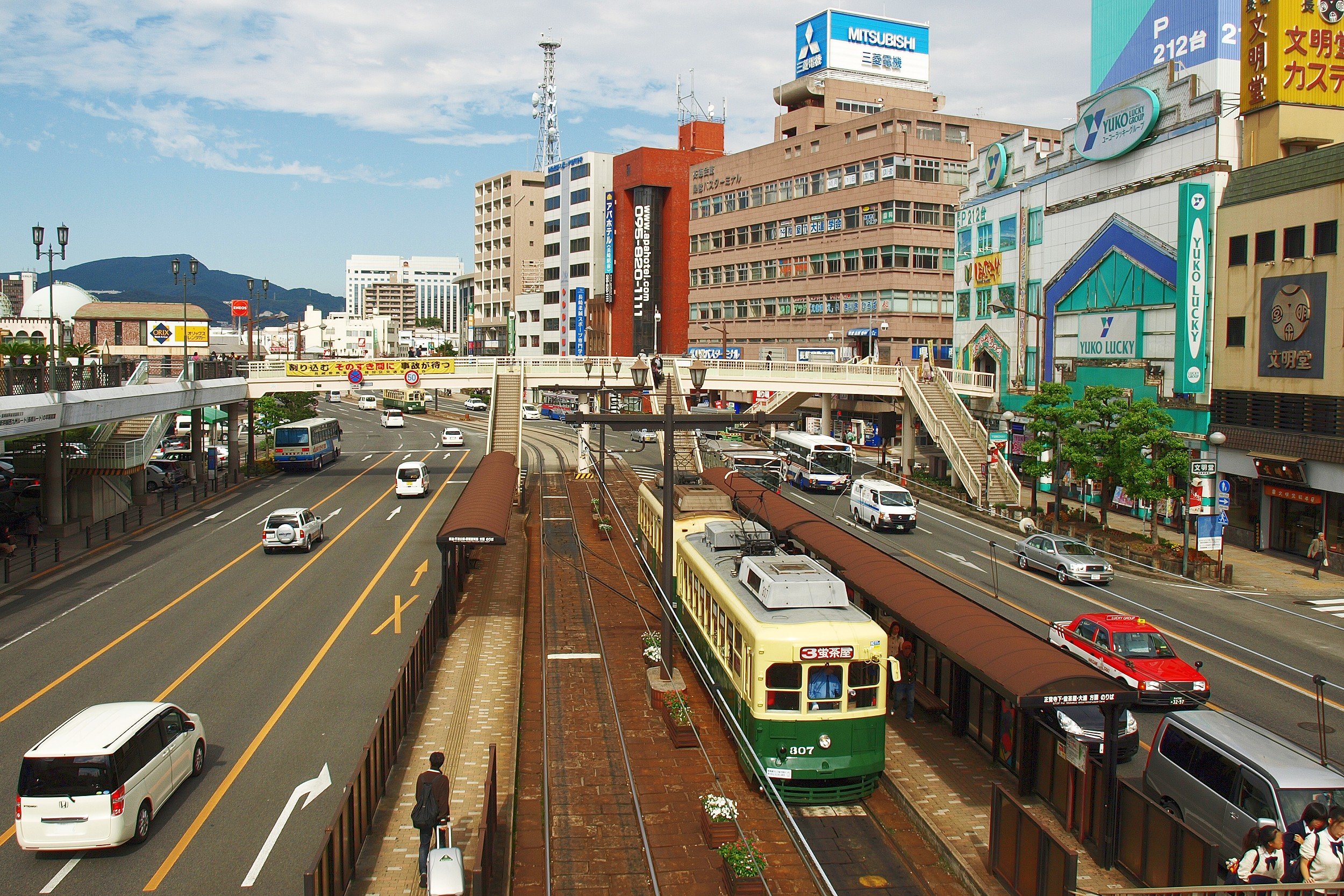
長崎県内のバス・路面電車・鉄道で利用可能（一部を除く）

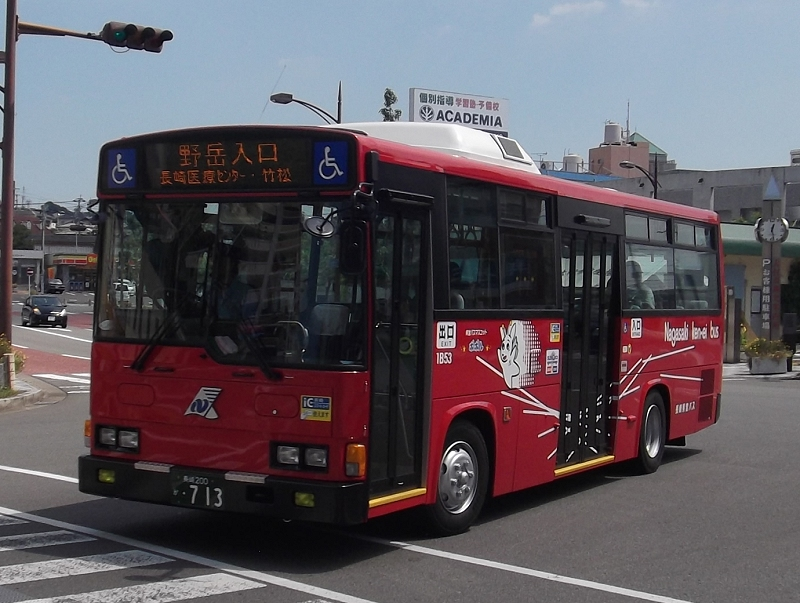
車体にICマークを貼付（長崎県営バス）

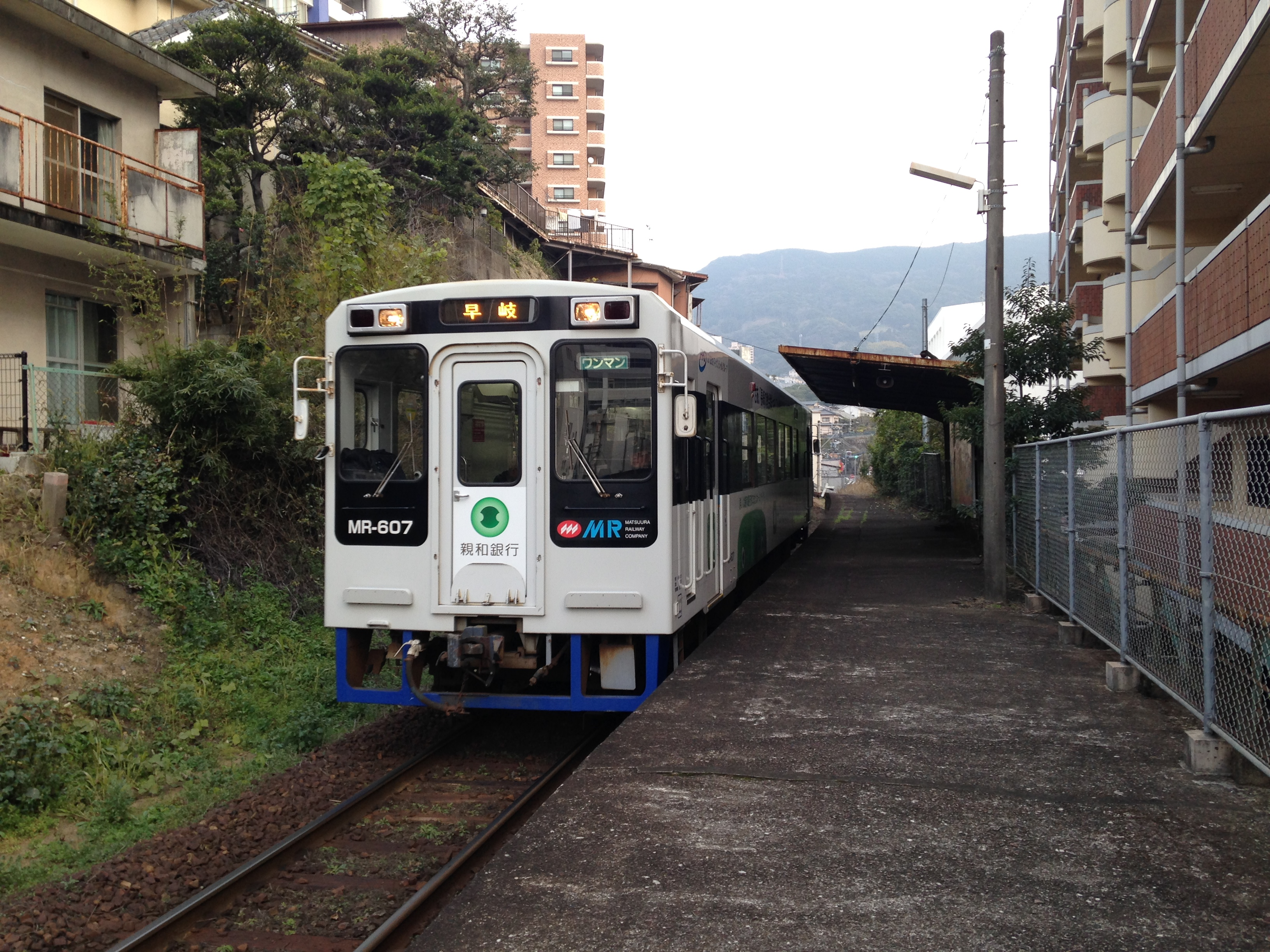
松浦鉄道

### バス
- 長崎自動車（長崎バス）
  - 一般路線バス全線、長崎空港線、長崎市コミュニティバス三和線・香焼三和線・伊王島線
  - 昼行高速バス（大分線）、野母崎町コミュニティバスは利用不可[2]
- さいかい交通
  - 一般路線バス各線
  - 池島線・松島線、外海町コミュニティバスは利用不可[2]
- 長崎県交通局（長崎県営バス）
  - 一般路線バス全線、長崎空港線、長崎 - 佐世保線
- 長崎県央バス
- 佐世保市交通局（佐世保市営バス）※2019年3月31日廃止
- させぼバス
- 西肥自動車（西肥バス）
  - 一般路線バス全線、長崎空港線、長崎 - 佐世保線、
- 島原鉄道（島鉄バス）
  - 一般路線バス全線（高速路線を除く）、長崎空港線

### 路面電車
- 長崎電気軌道

### 鉄道
- 松浦鉄道

## 歴史
2002年1月21日、長崎市内で記念式典を行うとともに一部路線での運用を開始した。長崎スマートカードのサービス開始に伴い、1990年から長崎バスが独自に導入していた磁気式バスカードは、同2002年12月31日をもって発売終了となった。
2004年3月から、定期券にも長崎スマートカードが導入された。区間や利用者名などは長崎スマートカードの表面に青字で印字され、更新するごとに書き換えられる。最初の発行時の回数券残額は0円であるが、事前に積み増しすることで定期券区間外に乗り越した場合も、乗り越し分を降車時に自動で回数券残額から精算することが可能であった。
導入にかかるコストや、2002年までは車両ごとに無線局の免許を受けなければならなかったことから、一度に全路線への導入はできなかったが、3年をかけて2005年3月までに各社とも全車両への導入を完了させ、完全にキャッシュレスでの乗車を可能とした。
長崎スマートカードの全車両導入により、従来使われてきた共通回数券（利用可能事業者は6社局に増えていた）は、2004年9月30日で発売終了となり、2005年4月1日以降は利用できなくなった。
2005年12月12日から、モバイル長崎スマートカードのサービスを開始した。詳細は#モバイル長崎スマートカードを参照。
2008年3月20日からは、長崎電気軌道の路面電車にも導入された。初期導入車両は16両で、2008年12月31日までに150形と160形を除く全車両に導入され、2009年1月10日より定期券タイプの長崎スマートカードの発売が開始された。現金での利用客に対しては、新地中華街電停で乗継券を引き続き渡していた。なお、長崎スマートカードを使用して築町電停で乗り継ぐ（石橋方面と出島方面との接続）場合、30分以内に限られた。長崎スマートカード導入により、長崎電気軌道の回数券は2008年12月31日に販売終了、2009年9月30日をもって利用を終了した。
長崎電気軌道での長崎スマートカード導入に伴い、新規に発行されるカードの絵柄も、長崎の風物とバスを描くデザインから、バスと電車の両方で使えることを示すデザインに変更された。その後に配色を変更したカードも登場し、利用可能なカードには3種類のデザインがあった。
2008年12月から、佐世保市が発行する市内路線バス（させぼバス・西肥自動車）に乗車可能な福祉乗車証（佐世保市敬老特別乗車証・佐世保市心身障害者 (児) 福祉特別乗車証、佐世保市福祉パス）が、長崎スマートカードを利用した方式に変更された（その後、2020年6月28日よりnagasaki nimocaを利用した方式に変更）。
2011年3月12日からは、松浦鉄道にも導入された。保有車両26台の乗降口に乗車リーダーと降車リーダー付き運賃箱を取り付け、有人駅7駅の窓口にてスマートカードの取り扱い業務を行っていた。
長崎自動車では、本社（新地）総合サービスセンター、ココウォークバスセンター、長崎市内各営業所の窓口とバス車内でスマートカードを販売していたが、2019年9月15日をもって販売終了した。また長崎自動車、さいかい交通では、2019年12月27日まで利用と積み増しが可能であった。
導入から15年が経過し、システムや機器が老朽化したことから、2020年までに各社それぞれ新しいICカードサービスを開始し、2020年9月30日をもって長崎スマートカードの利用サービスは終了した。

## 新サービス移行に伴う廃止
長崎スマートカードの廃止後、導入するICカードサービスを巡り、長崎スマートカードの取扱高の過半数を占める長崎自動車グループと、それ以外の事業者に二分されることになった。
なお、新サービス移行に伴う長崎スマートカードの払い戻しは発行社局群ごとの取り扱いとなるほか、新カードへの残高移行等の取り扱いもない。また、長崎スマートカードの払い戻し期限は2025年9月30日となっている。

### 長崎自動車系以外の各社局
2017年、長崎電気軌道、松浦鉄道、長崎県交通局、長崎県央バス、させぼバス、西肥自動車の6社局は、西日本鉄道グループが主導する全国相互利用ICカード「nimoca」へ切り替える方針を発表。2020年3月から順次、長崎地区オリジナルの「nagasaki nimoca」を導入した。これらの事業者では、nimoca導入を待って長崎スマートカードの新規発行と積み増しを終了し、2020年夏頃までに利用を終了することになった。
なお、佐世保市交通局もnimoca導入を表明していたが、それを待つことなく2018年度末をもって交通局自体が廃止されている。
2020年3月以降、各社はnagasaki nimocaを順次導入した。
- nagasaki nimoca導入日[14]
  - 松浦鉄道：2020年3月1日
  - 長崎電気軌道：2020年3月22日
  - 長崎県交通局、長崎県央バス：2020年6月21日
  - 西肥自動車、させぼバス：2020年6月28日

松浦鉄道と長崎電気軌道を除く4社局は、当初は2020年3月頃の導入を予定していたが、福島県にある車載器メーカーが2019年の豪雨と台風で被災したことによる機器納入の遅れのため、2020年6月に導入がずれ込んだ。
このうち松浦鉄道は2020年5月末をもって、長崎電気軌道では2020年6月末をもって長崎スマートカードの利用を終了し、他の4社局（長崎県交通局、長崎県央バス、させぼバス、西肥自動車）でも2020年9月末をもって長崎スマートカードの利用を終了した。

### 長崎自動車グループ
長崎自動車と子会社のさいかい交通では、2019年度を目処に独自の新ICカードへ切り替えることを2017年11月に発表。そして2019年9月16日にTポイントと連携した独自規格の新地域ICカード「エヌタスTカード」を導入した。
長崎自動車ではnimocaを導入した場合、カード利用に伴う資金や情報が県外に流出することを危惧し、資金・情報を県内に留めて活用するため独自のICカード導入に踏み切った。エヌタスTカードは「地域創生型ICカード」と題し、カードの利用でTポイントが付与されるシステムを構築する。また、クレジット機能付きカードも発行されるほか、長崎自動車グループ以外に長崎タクシー共同集金のNTネットワークに加盟するタクシー、及び五島産業汽船の航路でも利用可能であり、電子マネーとして商業施設でも利用できる。
なお、利用者の利便性という観点から、当社が導入するカードをnimoca導入事業者でも利用できるように要請するとともに、当社のシステムでnimocaも利用できるよう検討するとしていた。結果として、nimocaを含む全国相互利用カードは2020年2月16日から長崎自動車でもSUGOCAエリア扱いとして利用できることとなった半面、nimoca導入事業者においてエヌタスTカードを利用する要望については、国のインバウンド対応補助金の対象とはならないため、2019年7月時点で利用できない見通しとなっている。
この2社ではエヌタスTカードの導入に伴い、2019年9月15日にモバイル長崎スマートカードの取り扱いと長崎スマートカードの新規発行を終了し、長崎スマートカードの積み増しと利用を2019年12月27日に終了した。
また、島原鉄道は当初nimocaに移行する事業者に含まれていたが、2017年12月に長崎自動車の傘下に入ったためこの方針を撤回した。2019年5月末時点では新しいICカードを導入する時期の目途は立っておらず、長崎スマートカードの廃止をもってICカード乗車券の取り扱いを終了する見込みだが、島原鉄道と同じく長崎自動車の関連会社である五島自動車は、エヌタスTカードを「いずれ導入したい」としている。島原鉄道では2020年9月末の長崎スマートカードのサービス終了を前に、2005年に廃止していた紙式回数券の発行を同年7月から15年ぶりに再開して対応している。

## モバイル長崎スマートカード
2005年12月12日からおサイフケータイに対応した、モバイル長崎スマートカードのサービスを開始した。複数のバス事業者に乗車できるモバイル乗車カードとしては日本初となる。ワンマンバス用運賃収受システムの開発は小田原機器、ICアプリなどおサイフケータイ用システムはインデックスが開発した。長崎自動車、さいかい交通、長崎県交通局、佐世保市交通局、西肥自動車の計1306台のバスで利用開始した。
NTTドコモのiモードFeliCa対応機種のみ利用可能。auとソフトバンクモバイル、スマートフォンのおサイフケータイは非対応だったが、当時はauとソフトバンクにも対応したいとしていた。また、島鉄バスと松浦鉄道ではモバイル長崎スマートカードは利用できなかった。
モバイル長崎スマートカードは、島鉄バスと松浦鉄道を除く各社局の定期券にも対応し、携帯電話の画面で区間表示・利用表示が停留所名で表記されるほか、停留所の追加・廃止にも対応できる。

## カードの特徴
- 回数券発売額は3,000円。車内のほか、各事業者の営業所や、長崎大学生活協同組合などで発売している。
- 回数券残額を1,000円単位で30,000円まで積み増すことができる。
  - 車内では、長崎電気軌道と松浦鉄道では自動積み増し機で積み増すことができる。
  - バスでは運転士に申告する必要がある。両替機と紙幣読み込み機を共用するため、運転士が操作する前に誤って紙幣を入れてしまうと両替になる。
- 積み増しをした金額の10%がプレミアムとして上乗せされる。さらに前回の積み増しから今回の積み増しをした時点までの利用額の1％のポイントが付く。ポイントは10円単位で上乗せされる。
- 乗継割引として、同一バス事業者の同一停留所で30分以内に乗り継ぐ場合は、乗り継ぎ後の運賃から、乗り継ぎ前の運賃と乗り継ぎ後の運賃の合計額の5パーセントを、10円単位で四捨五入した額が割り引かれる[30]。ただし1日2回までで、長崎自動車とさいかい交通は同一事業者扱いとなる。
  - 長崎電気軌道の場合は、新地中華街電停で30分以内に、直通列車がない方向への乗り継ぎを行うと2回目の乗車が無料になる。
  - 松浦鉄道の場合は、乗り継ぎ割引は行われない（ただし全線運賃上限200円となる日は、伊万里で乗り継ぐと2回目の乗車運賃が無料となる）。
- 回数券残額は乗降の際にカードリーダーに触れることで確認できるほか、各社局の窓口や自動積み増し機、ドアが閉まっているときに車内でカードリーダーに触れることでも確認可能である。
- 窓口にて利用履歴を確認できる。履歴印字も可能で、日付・時刻・利用額・停留所名・系統名が印字される。
  - ただし、最新の利用履歴は反映されていないことがある。また、カードの発行事業者と窓口を運営する事業者が異なると一部のデータを確認できないことがある。
- 有効期間は最終利用日より10年間で、これを経過するとSFは失効する。

## 積み増し方法
各社局の車内・営業所などで、積み増しを行うことができる。バス車内では、運転手に申し出る。長崎電気軌道車両内・松浦鉄道車両内では、自動積み増し機で行うか、運転士に申し出る。
長崎自動車（長崎バス）
大橋営業所
神の島営業所
桜の里営業所
ダイヤランド営業所
時津営業所
松ヶ枝営業所
柳営業所
新地総合サービスセンター - 自動積み増し機と窓口の両方で可能。
ココウォークバスセンター - 自動積み増し機と窓口の両方で可能。
さいかい交通窓口
浜屋百貨店 - 自動積み増し機
長崎県交通局（県営バス）
長崎ターミナル（長崎駅前交通会館）
矢上営業所
長与営業所
諫早ターミナル
大村ターミナル
県営バス施設外
長崎県庁生活協同組合
長崎市役所生活協同組合
プチ北尾（中央橋バス停側の店舗）
長崎電気軌道
電車車内 - 運転士または車掌に申告せずに積み増し可能。
西町営業所（浦上車庫電停） - 自動積み増し機と窓口の両方で可能。
蛍茶屋営業所（蛍茶屋電停）- 自動積み増し機と窓口の両方で可能。
赤迫配車室 - 自動積み増し機
西浜町定期券発売所
長崎西洋館 - 自動積み増し機
松浦鉄道
列車車内 - 運転士に申告せずに積み増し可能。
駅員配置駅
浜屋百貨店の浜屋プレイガイドでは長崎県交通局が積み増しを取り扱っていたが、長崎県交通局から業務委託を受けた業者の着服が発覚したため一度取り扱いが中止された。その後長崎県交通局に代わり、長崎自動車が2011年11月より自動積み増し機を設置する形で浜屋百貨店での取り扱いが再開している。

## ココカラーカード
ココカラーカードは、長崎自動車が2008年に開業したみらい長崎ココウォークのクレジットカード。オリエントコーポレーションと提携し発行していた。長崎スマートカード機能付きのクレジットカードで、JCBやNTTドコモのiDの加盟店で使用可能である。
長崎スマートカードの廃止によりスマートカード機能は使えなくなるが、クレジットカード機能については引き続き利用可能である。長崎スマートカードの廃止に伴い、長崎自動車グループではクレジットカード機能付のエヌタスTカードを発行することとなり、ココカラーカードの申し込み受付も2019年7月31日をもって終了した。

## 不具合
2009年7月15日、7社局及び長崎県バス協会は、車載器の不具合により、特定の利用者から運賃を過徴収していたことを発表した。過徴収額は19,890円。2008年3月20日から2009年1月10日までの期間中、前日までに乗継割引を利用し、当日最初に路面電車でカードを利用した場合、乗継割引の利用回数が0に戻らず、割引が受けられないケースが982件生じた。影響を受けたカードは410枚で、1枚当たり10円から720円を過徴収していた。過徴収されたカード利用者には、翌日以降の利用時に過徴収額をカードに積み戻しすることで対処した。対象カードはホームページの判別プログラムにカード番号を入力することで判別できた。